# ملعب غوانغدونغ الأولمبي
ملعب غوانغدونغ الأولمبي هو ملعب متعدد الاستخدامات في مدينة قوانغتشو في الصين بدأ البناء فيه عام 1998 وافتتح عام 2001 وله قدرة استيعابية تصل إلى 80,012 متفرج وهو أكبر ملعب كرة قدم في الصين واستضاف دورة الألعاب الآسيوية 2010.

## روابط خارجية
- Pictures of the Guangdong Olympic Stadium
- Architecture Week article about the stadium